# Island Games 2011
Gli Island Games 2011 (it. Giochi delle Isole 2011), quattordicesima edizione della competizione, si svolgono sull'Isola di Wight dal 25 giugno al 1 luglio 2011.

## I Giochi

### Paesi partecipanti
- Isole Åland
- Alderney
- Bermuda
- Ebridi Esterne
- Isole Cayman
- Isole Falkland
- Fær Øer
- Frøya
- Gibilterra
- Gotland
- Groenlandia
- Guernsey
- Hitra
- Isola di Man
- Isola di Wight
- Jersey
- Isole Orcadi
- Minorca
- Rodi
- Saaremaa
- Sark
- Isole Shetland
- Sant'Elena, Ascensione e Tristan da Cunha
- Anglesey/Ynys Môn

### Sport
Tra parentesi è indicato il numero di medaglie assegnato in ogni sport.
- Atletica leggera (41)
- Badminton (6)
- Calcio (2)
- Ciclismo (6)
  -  Mountain biking (6)
  -  Ciclismo su strada (10)
- Golf (2)
- Nuoto (43)
- Pallacanestro (2)
- Pallavolo (2)
- Squash (6)
- Tennis tavolo (6)
- Tennis (7)
- Tiro a segno (46)
- Tiro con l'arco (8)
- Vela (3)
- Windsurfing (4)

### Calendario
| ● | Cerimonia di apertura |  | Competizioni | ● | Finali | ● | Cerimonia di chiusura |

| Giugno/Luglio 2011    | 25 Sab | 26 Dom | 27 Lun | 28 Mar | 29 Mer | 30 Gio | 1 Ven | Totale |
| --------------------- | ------ | ------ | ------ | ------ | ------ | ------ | ----- | ------ |
| Cerimonie             | ●      |        |        |        |        |        | ●     |        |
| Atletica              |        | 5      | 7      | 6      | 6      | 7      | 8     | 39     |
| Badminton             |        |        | 1      |        |        |        | 5     | 6      |
| Calcio                |        |        |        |        |        |        | 2     | 2      |
| Ciclismo – MTB        |        |        | 2      |        |        |        | 2     | 4      |
| Ciclismo – Strada     |        | 2      |        | 2      |        | 2      |       | 6      |
| Golf                  |        |        |        |        |        |        | 2     | 2      |
| Nuoto                 |        |        | 11     | 11     | 10     | 11     |       | 43     |
| Pallacanestro         |        |        |        |        |        |        | 2     | 2      |
| Pallavolo             |        |        |        |        |        |        | 2     | 2      |
| Squash                |        |        | 1      |        | 2      | 2      | 1     | 6      |
| Tennis                |        |        | 2      |        |        |        | 5     | 7      |
| Tennis da tavolo      |        |        |        | 1      |        |        | 5     | 6      |
| Tiro con l'arco       |        |        | 2      | 2      | 2      | 2      |       | 8      |
| Tiro                  |        | 8      | 9      | 10     | 9      | 6      | 4     | 46     |
| Vela                  |        |        |        |        |        | 1      | 2     | 3      |
| Windsurfing           |        |        |        |        |        |        | 4     | 4      |
| Totale medaglie d'oro |        | 17     | 35     | 34     | 29     | 33     | 44    | 192    |
| Totale cumulativo     |        | 17     | 52     | 86     | 115    | 148    | 192   |        |
| Giugno/Luglio 2011    | 25 Sab | 26 Dom | 27 Lun | 28 Mar | 29 Mer | 30 Gio | 1 Ven | Totale |

## Medagliere
| #      | Nazione        | Oro | Argento | Bronzo | Totale |
| ------ | -------------- | --- | ------- | ------ | ------ |
| 1      | Guernsey       | 41  | 41      | 25     | 107    |
| 2      | Isola di Man   | 26  | 22      | 20     | 68     |
| 3      | Jersey         | 22  | 31      | 30     | 83     |
| 4      | Fær Øer        | 20  | 20      | 15     | 55     |
| 5      | Isola di Wight | 17  | 15      | 21     | 53     |
| 6      | Isole Åland    | 14  | 7       | 13     | 34     |
| 7      | Gotland        | 9   | 12      | 21     | 42     |
| 8      | Minorca        | 8   | 8       | 12     | 28     |
| 9      | Isole Cayman   | 8   | 7       | 8      | 23     |
| 10     | Isole Shetland | 7   | 4       | 4      | 15     |
| 11     | Gibilterra     | 6   | 5       | 5      | 16     |
| 12     | Saaremaa       | 4   | 5       | 7      | 16     |
| 13     | Bermuda        | 3   | 5       | 10     | 18     |
| 14     | Anglesey       | 2   | 2       | 0      | 4      |
| 15     | Isole Orcadi   | 1   | 2       | 1      | 4      |
| 16     | Ebridi Esterne | 1   | 1       | 2      | 4      |
| 17     | Sark           | 1   | 1       | 1      | 3      |
| 18     | Hitra          | 0   | 1       | 2      | 3      |
| 19     | Groenlandia    | 0   | 1       | 1      | 2      |
| 20     | Rodi           | 0   | 1       | 1      | 2      |
| Totale | Totale         | 189 | 191     | 199    | 579    |